# André Fabry
Pas d'image ? Cliquez ici

a Compétitions nationales et continentales officielles uniquement.

b Matchs officiels uniquement.
André Fabry, né le 10 novembre 1938 à Lézignan-Corbières et mort le 21 novembre 2007 à Limoux, est un joueur de rugby à XIII international français évoluant au poste de centre dans les années 1960 et 1970.
Il joue pour le FC Lézignan durant plus de dix années avec lequel il remporte le Championnat de France en 1961 et 1963, ainsi que la Coupe de France en 1966 et 1970.
Fort de ses performances en club, il côtoie l'équipe de France et compte une sélection officielle le 24 décembre 1967 affrontant l'Australie avec une victoire 10-3.

## Palmarès

### En tant que joueur
- Collectif : 
  - Vainqueur du Championnat de France : 1961 et 1963 (Lézignan).
  - Vainqueur de la Coupe de France : 1966 et 1970 (Lézignan).
  - Finaliste de la Coupe de France : 1961 et 1971 (Lézignan).

#### Détails en sélection
| 1. | 24 décembre 1967 | Australie | 10-3 | Test-match | Remplaçant | - | - | - | - |